# Thác Bobla

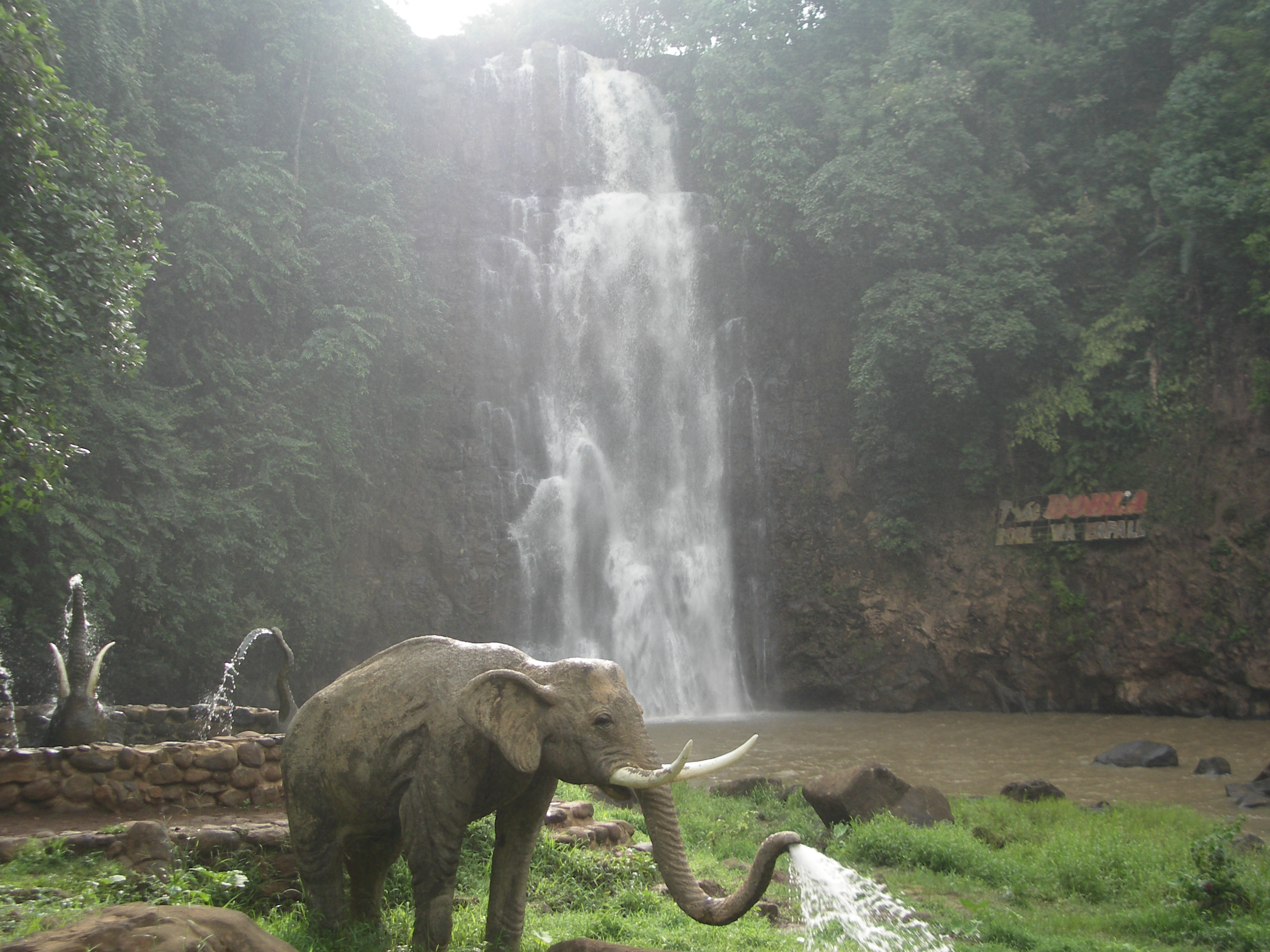
Thác Bobla

Thác Bobla, thác Bopla hay thác Liên Đầm nằm trên quốc lộ 20 thuộc xã Liên Đầm, huyện Di Linh, tỉnh Lâm Đồng .
Thác cách thành phố Đà Lạt khoảng 75 km và cách thành phố Bảo Lộc 35 km. Thác nằm gần quốc lộ 20 và đường đến thác khoảng 300m đường vòng.
Theo tiếng K’Ho đọc là "Pố pla" nghĩa là "đầu ngà voi". Thác nằm trên suối Đa Rê-am (Da Réam), rộng hơn 20m và cao khoảng 55m. Đồng bào dân tộc bản địa sinh sống trên vùng đất này đã xem thác Bobla là biểu tượng của sự bất khuất, sức mạnh của cư dân miền sơn nước, quê hương của chàng Liang Dăm, người đã có công đánh đuổi quân Chăm. Họ kể, ngày xưa khi người Chăm cai trị, chúng bắt người dân ở đây phải đóng thuế bằng da thú sừng tê giác, hươu nai… đặc biệt là ngà voi. Một lần, nhờ trí tuệ - vị tù trưởng của bộ tộc nơi đây đã tìm được một cặp ngà voi cao đến nỗi "ngựa phi qua cũng không được" để dâng vua. Vua Chàm thích quá nên đặt cho nơi này là Pố Pla và dòng thác cũng mang tên là Pố Pla, cũng vì vậy nên dưới chân thác người ta đã làm những tượng voi có ngà to bằng xi măng để mọi người có thể biết tới lịch sử của thác.
Do nước chảy lâu ngày đã tạo thành một cái hồ nhỏ, góp phần tạo nên một cảnh đẹp thơ mộng và công ty dịch vụ du lịch Đà Lạt đã bắc một chiếc cầu nhỏ chảy ngang qua hồ này, giúp du khách có thể chụp được những bức ảnh đẹp, lưu giữ được kỉ niệm của cuộc đời giữa một cảnh hoang sơ, hùng vĩ. Cạnh cái hồ nhỏ có nhiều tảng đá lớn trông như những bàn cờ của ông tiên trong cổ tích,rất thích hợp để cho người nào muốn đi dã ngoại và dùng bữa quanh một con thác. Bên cạnh con thác còn có những cây cổ thụ to khỏe, che mát cả một khoảng trời khiến con thác trở nên thơ mộng và mát mẻ hơn khi có những tia nắng chiếu xuyên qua những kẻ lá. Thiên nhiên ở đây đẹp như tranh vẽ, thác nước nằm gọn trong khu rừng nguyên sinh còn lưu giữ nhiều cây cổ thụ hàng trăm năm tuổi; hai bên thác là vách đá cao phủ rong rêu, rễ cây cổ thụ buông xuống; dòng suối chảy lặng lờ, len trong những tảng đá, hai bên bờ cây cỏ, hoa dại nở quanh năm chạy tít tắp về phía buôn làng, hơi sương bay khắp một vùng trời... Tất cả tạo nên vẻ đẹp vừa hoang sơ vừa huyền ảo của núi rừng cao nguyên Di Linh.Cũng có những người khách du lịch đã ví thác như một nàng sơn nữ đang xõa mái tóc trắng của mình dưới rừng xanh. Thác bopla là một trong những điểm thu hút khách du lịch bởi sự hoang sơ, hùng vĩ của nó. Có nhiều các hoạt động vui chơi giải trí, thư giãn vượt thác, thám hiểm núi, câu cá, cắm trại quanh thác. Đây là một trong những nơi hoang vu nhất xã Liên Đầm vì nó còn giữ lại được những khu rừng nguyên sinh, những thứ có từ lâu, rất phù hợp với những người yêu thiên nhiên, nghiên cứu về sinh vật học. Thác là một địa điểm du lịch nổi tiếng của huyện Di Linh, là một nơi còn giữ được những khu rừng nguyên sinh, là nguồn sức mạnh của đồng bào K’ho.